# Église Saint-Vivien de Saint-Vivien-de-Monségur
Pour les articles homonymes, voir Église Saint-Vivien.
L'église de Saint-Vivien-de-Monségur est une église catholique située dans le département français de la Gironde, sur la commune de Saint-Vivien-de-Monségur, en France.

## Localisation
L'église se trouve au cœur du village.

## Historique
L'édifice construit au XIIe siècle est inscrit au titre des monuments historiques par arrêté du 21 décembre 1925 pour sa porte latérale et la fenêtre voisine.

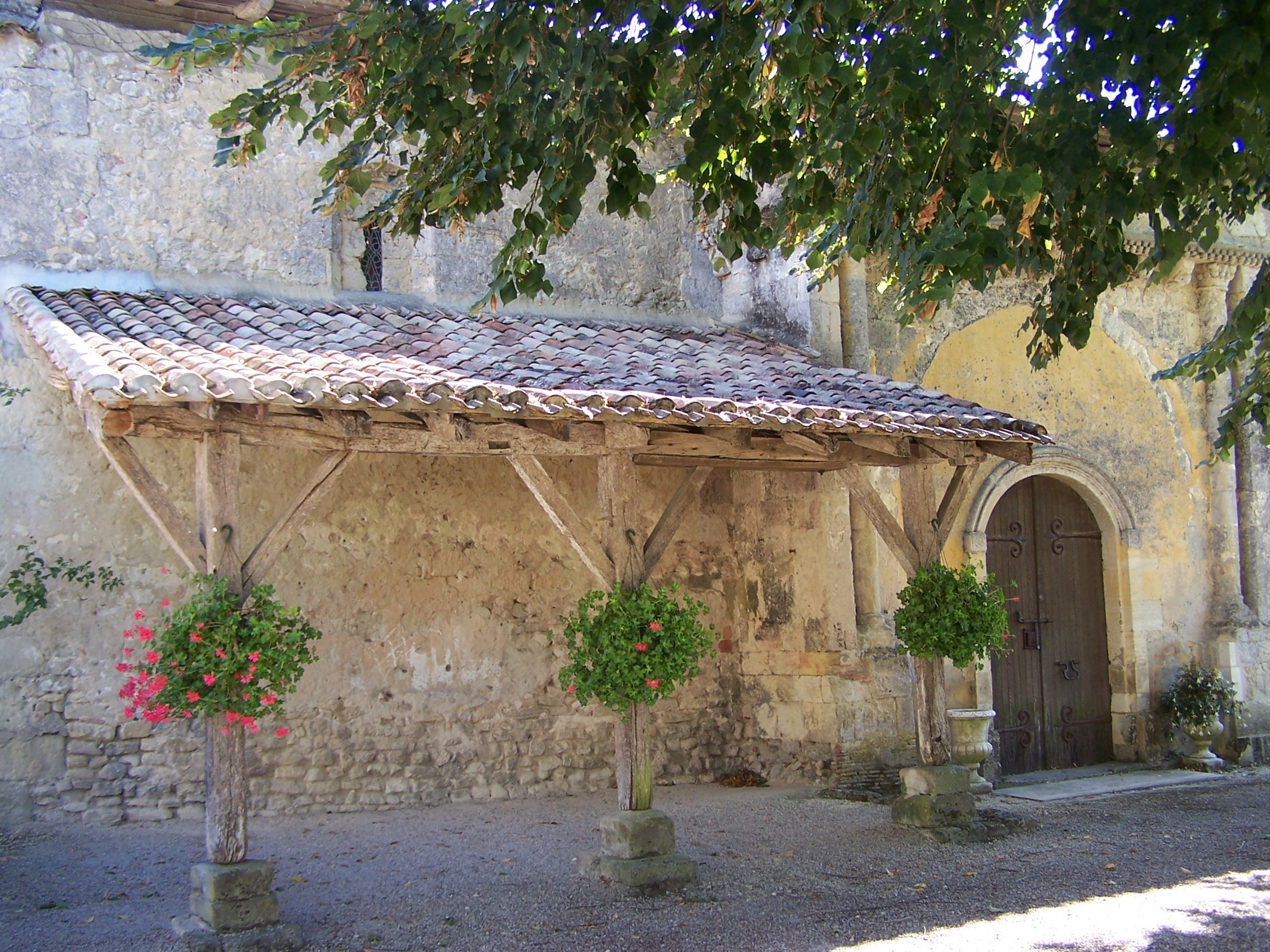
Porte inscrite et porche, façade nord (août 2010)
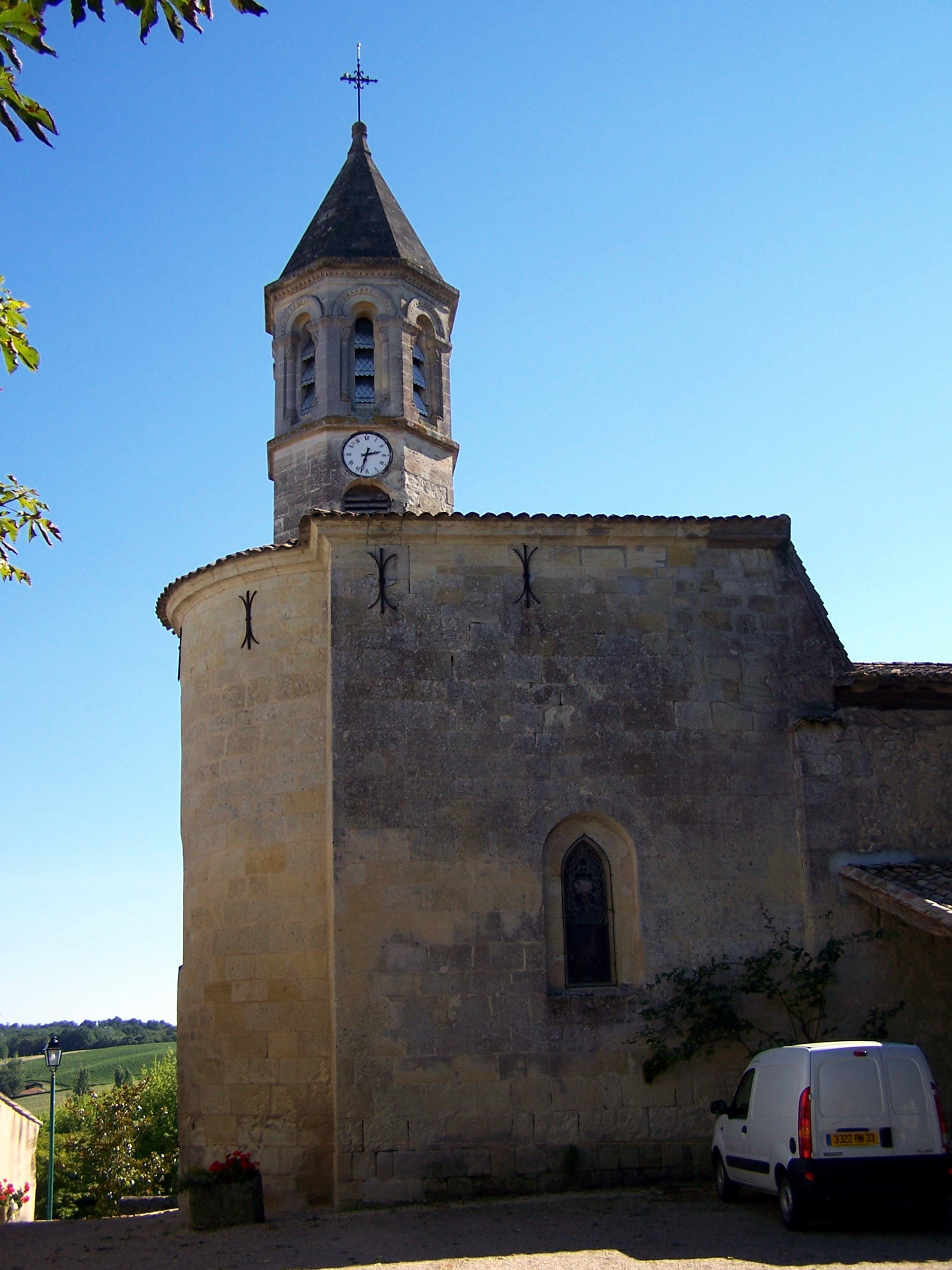
Le chevet, vue nord-est (août 2010)